# Nationalisme flamand

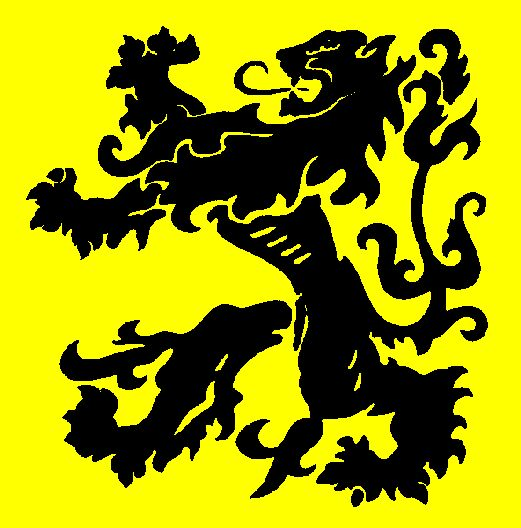
Le drapeau de combat flamand, un des symboles utilisés par le nationalistes flamands.

On parle de nationalisme flamand en Belgique et, dans une moindre mesure, dans le Nord de la France.
Le mouvement flamand milite pour l'émancipation de la Flandre. Dans ce mouvement, il faut distinguer plusieurs tendances : séparatiste, confédéraliste, fédéraliste et les partisans d'une réunion avec les Pays-Bas. Le nationalisme flamand est aujourd'hui la composante principale du mouvement flamand belge. Néanmoins, d'après les études universitaires, les Belges néerlandophones rejetteraient massivement le séparatisme (environ 90 %).

## En Belgique

### Rapport avec les Pays-Bas
On distingue historiquement le nationalisme flamand du nationalisme néerlandais en raison de la coupure historique survenue au moment de la Réforme protestante. L'association des Flamands avec les Francophones provient de l'héritage des Pays-Bas espagnols, lorsque ceux-ci s'associèrent dans une ligue de provinces catholiques pour freiner la dissension protestante.

### Historique du nationalisme flamand en Belgique
Le nationalisme flamand est issu du mouvement flamand qui, au XIXe siècle et au début du XXe siècle, a revendiqué et obtenu la reconnaissance du néerlandais comme langue nationale en Belgique.
Pendant la Première Guerre mondiale, notamment avec Auguste Borms, une minorité de nationalistes flamands de Belgique se rangent aux côtés des Allemands en vue de créer entre autres le Conseil de Flandre. C'est pendant cette période que l'Université de Gand organise pour la première fois des cours en néerlandais. Pendant ce temps, au front, les officiers issus de la bourgeoisie flamande mais parlant le français ont parfois du mal à se faire comprendre des soldats s'exprimant dans des dialectes wallons ou flamands. Cette situation provoque des tensions entre les soldats flamands et leurs officiers, connu sous le nom de « Frontbeweging » (mouvement du front) ou frontisme. Cette histoire romantique d'officiers ne parlant pas le flamand n'est qu'un des mythes sur lesquels s'appuie le nationalisme flamand de Belgique.
L’entre-deux-guerres voit la création du Verdinaso en 1931 et du Vlaams Nationaal Verbond (VNV, en français : Ligue nationale flamande) fondé en 1933 par Staf de Clerq dans le but de créer un État flamand séparé de la Wallonie. Ces mouvements ont largement collaboré pendant la Seconde Guerre mondiale ; le secrétaire général de la Fédération de football flamande, Robert Jan Verbelen, fut ainsi l’un des collaborationnistes les plus importants de Belgique. Plus de dix mille Flamands se sont battus sur le front de l’Est aux côtés des soldats de l'Allemagne nazie, de même que la division SS Wallonie (28.SS-Freiw.Gr.Div.Wallonien). Le nationalisme flamand sort déconsidéré et politiquement mort de sa collaboration avec l’occupant nazi.  
En réaction à la signature du pacte d'Egmont, le Vlaams Blok est fondé par Karel Dillen en 1977. Le parti change de nom en 2004, en raison d'une condamnation de la cour d’appel de Gand pour violation de la loi contre le racisme. Le Vlaams Belang, dirigé actuellement par Tom van Grieken est aujourd'hui le deuxième parti flamand au niveau fédéral (chambre) et le second parti au niveau régional (parlement flamand).
Le nationalisme flamand milite de nos jours pour l'indépendance de la Flandre.

### Le nationalisme démocratique
À côté du parti d'extrême-droite Vlaams Belang existe également en Flandre un nationalisme moins radical, composé de divers partis ou individus intégrés dans la vie politique flamande : la Nieuw-Vlaamse Alliantie (N-VA) de Bart De Wever, le SLP (Sociaal-Liberale Partij, entretemps fusionné en 2009 avec Groen!) de Geert Lambert et un grand nombre d'élus chrétiens-démocrates (comme Eric Van Rompuy, Luc Van den Brande, Brigitte Grouwels), socialistes (comme Leo Peeters), libéraux (comme Patrik Vankrunkelsven) ou écologistes (comme Bart Staes). La plupart d'entre eux sont issus de la Volksunie, parti nationaliste qui a éclaté en plusieurs factions.
Bien que souvent aussi intransigeantes que le Vlaams Belang sur la question nationale, ces différentes composantes du nationalisme flamand démocratique optent pour des politiques libérales ou socialistes sur d'autres questions politiques et ont rompu avec les autres thèmes extrémistes.
Lors des élections législatives de 2010, les partis nationalistes obtiennent 40 % des voix en Flandre.

### Le nationalisme étudiant
Au sein des universités flamandes et des universités de Bruxelles existent des organisations étudiantes se réclamant du nationalisme flamand, comme le KVHV et sa scission plus radicale le NSV.

### Sentiment d'appartenance
Sondage réalisé par IPSOS Belgique en été 2010 :
- Vous vous considérez d'abord comme :

|                  | parmi les Francophones | parmi les Néerlandophones |
| ---------------- | ---------------------- | ------------------------- |
| Belge            | 55 %                   | 37 %                      |
| Flamand          |                        | 45 %                      |
| citoyen du monde | 16 %                   | 8 %                       |
| Européen         | 16 %                   | 8 %                       |
| Wallon           | 9 %                    |                           |
| Bruxellois       | 2 %                    |                           |
| ne sait pas      | 2 %                    | 2 %                       |
Selon ce sondage, les Flamands se sentiraient davantage Flamands que Belges (45 % contre 37 %), alors que chez les francophones, Wallons et Bruxellois, le sentiment d'identité belge primerait (55 % contre 9 % et 2 %).

### Problèmes communautaires
Le mouvement nationaliste flamand est partie prenante de plusieurs conflits communautaires au cours de l'histoire récente de la Belgique et est accusé par ses détracteurs de ne pas respecter les droits des minorités. 
On peut citer entre autres comme problèmes communautaires :
- le tracé définitif de la frontière linguistique en 1963, qui consacrera le maintien de communes disputées en Flandre ou en Wallonie, en échange de facilités linguistiques accordées aux respectivement francophones et néerlandophones y habitant.
- le problème d'accès des néerlandophones aux établissements de santé de Bruxelles, malgré la législation linguistique et le statut bilingue de nombreux hôpitaux bruxellois.
- la Crise de Louvain en 1967 qui conduira à la néerlandisation de l'Université catholique de Louvain et le départ forcé des étudiants francophones.
- le projet de scission de l'arrondissement électoral Bruxelles-Hal-Vilvorde voté au sein d'une commission de la Chambre des députés en 2007, par un vote de la majorité flamande contre la minorité francophone.

## En France
Le mouvement nationaliste flamand fut longtemps inspiré par l'abbé Gantois qui, dans les années 1920, lui donna une consistance politique. Collaborateur durant la Seconde Guerre mondiale et chef du Vlaams Verbond van Frankrijk, il écrivit à Adolf Hitler afin de lui demander le retour de la Flandre française au sein du Reich.
En juin 2008, le porte-parole et secrétaire du Mouvement flamand de France, Wido Triquet, appelle au meurtre du principal du collège Michel-de-Swaen de Dunkerque pour avoir fait adopter le nom de la résistante Lucie Aubrac comme nouveau nom de son établissement. Aujourd'hui, le mouvement flamand non-nationaliste en France se concentre surtout sur les locuteurs du flamand et sur l'enseignement de la langue régionale, le flamand occidental de France, alors que la fraction nationaliste milite en faveur de l'enseignement du néerlandais, langue officielle en Flandre belge.